# 마마두 사코
마마두 사코(프랑스어: Mamadou Sakho, 1990년 2월 13일 ~ )는 프랑스의 전직 국가대표 출신 축구 선수이다. 1990년 2월 13일 프랑스 파리에서 태어났다. 2021년부터 몽펠리에에서 수비수로 활약 중이다. 왼발을 잘 쓰고 기술력과 힘을 두루 갖춘 강인한 중앙 수비수이다.